# Francesco Camarda
Francesco Camarda (* 10. März 2008 in Mailand) ist ein italienischer Fußballspieler. Der Stürmer ist aktuell von der AC Mailand an die US Lecce ausgeliehen.

## Karriere

### Verein
Camarda begann seine Laufbahn in einer Fußballschule in Mailand, der GSD Afforese. Scouts der AC Mailand wurden bald auf ihn aufmerksam und Camarda wechselte 2015, im Alter von sieben Jahren, zu den Rossoneri. Nach überzeugenden Leistungen in den Jugendmannschaften des Vereins wurde er für das Ligaspiel am 25. November 2023 gegen die AC Florenz erstmals in den Kader der ersten Mannschaft berufen. Für jene Partie standen einige Angreifer der AC Mailand verletzungsbedingt oder rotgesperrt nicht zur Verfügung und Camarda erhielt eine Ausnahmegenehmigung des italienischen Fußballverbands FIGC. Bei dem 1:0-Sieg gab er im Alter von 15 Jahren und 260 Tagen sein Debüt in der Serie A, als er wenige Minuten vor Spielende eingewechselt wurde. Damit wurde er zum jüngsten Spieler, der bis dahin in der Serie A eingesetzt wurde. In der Saison 2024/25 erhielt Camarda weiterhin kurze Einsatzzeiten in der ersten Mannschaft, spielte jedoch hauptsächlich für die neugegründete zweite Mannschaft der Mailänder, Milan Futuro, in der drittklassigen Serie C. Anfang Januar 2025 stand Camarda beim Gewinn des italienischen Superpokals im Kader der ersten Mannschaft, kam in den beiden Partien jedoch nicht zum Einsatz.
Für die Spielzeit 2025/26 wechselte er leihweise zum Erstligisten US Lecce.

### Nationalmannschaft
Camarda debütierte im September 2022 für die italienische U15-Auswahl. Im Dezember 2022 kam er zu seinem ersten Einsatz in der U16-Nationalmannschaft. Im August 2023 folgte sein Debüt in der U17-Auswahlmannschaft, mit welcher er im Sommer 2024 die U17-Europameisterschaft in Zypern gewinnen konnte. Bei dem Turnier erzielte Camarda vier Tore in fünf Spielen, wobei er zwei der Tore im Finale gegen Portugal erzielte. Im Anschluss an das Finale wurde er zum Spieler des Turniers ausgezeichnet.

## Erfolge und Auszeichnungen
- U17-Europameister: 2024 (Italien U17)
- Italienischer Superpokalsieger: 2024/25 (AC Mailand)

Persönliche Auszeichnungen
- Spieler des Turniers der U17-Europameisterschaft: 2024[7]